# سایه‌های بهشتی
سایه‌های بهشتی (انگلیسی: Elysian Shadows) یک بازی ویدئویی چندسکویی مستقل رو به انتشار در سبک نقش‌آفرینی برای سکوهای دریم‌کست، مایکروسافت ویندوز، اواس ده، لینوکس، آی‌اواس، اندروید و اویه می‌باشد که توسط جیرووربیس توسعه یافته و شرکت واترملون آن را منتشر خواهد کرد.